# فلکه ساعت اهواز

فلکه ساعت اهواز

فلکه ساعت در سال ۱۳۳۰ در زمان محمد رضا شاه پهلوی، در اهواز ساخته شد. ساعت وسط این میدان توسط جامعه ارامنه مستقر در اهواز به شهرداری اهدا شد؛ که در این مکان نصب و هم‌اکنون هم در حال کار است. فلکه ساعت به ارتفاع ۶ متر است؛ و در آن چهار ساعت در حال کار است. سازنده بنای فلکه ساعت از کارمندان شهرداری اهواز به نام «آرشاویر ابراهیمیان» بود. 
فلکه ساعت یکی از مشهورترین فلکه‌های ایران در یکی از قدیمی‌ترین و با اصالت‌ترین محله‌های اهواز قرار دارد فلکه ساعت فلکه‌ای محبوب در میان شهروندان اهواز است. بدنه از سنگ سفید مرمر ساخته شده‌است. در برخی متون اعلام شده سنگ سفید مرمر این بنا از ولایت هرات افغانستان به اهواز آورده شده‌است. این سنگ‌ها در گذر زمان و پس از ۶۸ سال آسیبی ندیده‌اند.
فلکه ساعت نماد مرکزیت محله امانیه در اهواز است. در ۱۰۰ متری شرقی فلکه ساعت فلکه سه گوش و دانشکده ادبیات دانشگاه شهید چمران قرار دارد. در فاصله حدود ۱۰۰ متری از سمت غرب میدان و ایستگاه راه آهن قرار دارد و ضلع شمالی آن به اداره پست خوزستان و ضلع جنوبی آن به ورزشگاه تختی اهواز و دانشگاه شهید چمران منتهی می‌شود.

فلکه ساعت اهواز اهدا ساعت توسط ارامنه

فلکه ساعت اهواز در حال احداث